# Dobrovolʹskiy (månekrater)
Dobrovolʹskiy er et lille nedslagskrater på Månen. Det befinder sig på Månens bagside og er opkaldt efter den sovjetiske kosmonaut Georgij Dobrovolskij (1928 – 1971).
Navnet blev officielt tildelt af den Internationale Astronomiske Union (IAU) i 1973. 

## Omgivelser
Sydøst for Dobrovolʹskiykrateret ligger Volkovkrateret. Det noget større Shirakatsikrater trænger ind i den nordvestlige del af kraterranden, og mod nord trænger Shirakatsikrateret ind i den sydlige rand af det langt større Perepelkin krater. Disse tre danner derved en kort, buet kraterkæde. 

## Karakteristika
Shirakatsikraterets ydre vold dækker det meste af kraterbunden i Dobrovolʹsky, så kun lidt af den oprindelige bund er tilbage, blandt andet et lille område nær den sydlige indre kratervæg. Resten af kraterranden er nogenlunde cirkulær og kun lidt nedslidt.

## Satellitkratere
De kratere, som kaldes satellitter, er små kratere beliggende i eller nær hovedkrateret. Deres dannelse er sædvanligvis sket uafhængigt af dette, men de får samme navn som hovedkrateret med tilføjelse af et stort bogstav. På kort over Månen er det en konvention at identificere dem ved at placere dette bogstav på den side af satellitkraterets midte, som ligger nærmest hovedkrateret. Dobrovolʹskiykrateret har følgende satellitkratere:
| Dobrovolʹskiy | Længde  | Bredde   | Diameter |
| ------------- | ------- | -------- | -------- |
| D             | 12,2° S | 130,6° Ø | 49 km    |
| M             | 14,6° S | 129,6° Ø | 31 km    |
| R             | 14,0° S | 127,7° Ø | 24 km    |

## Måneatlas
- Billeder af Dobrovolʹskiykrateret i LPI-måneatlasset